# Lestradea stappersii
Lestradea stappersii és una espècie de peix de la família dels cíclids i de l'ordre dels perciformes.

## Morfologia
- Els mascles poden assolir 11,7 cm de longitud total.[1][2]

## Hàbitat
És una espècie de clima tropical.

## Distribució geogràfica
Es troba a Àfrica: és una espècie de peix endèmica del sud del llac Tanganyika.